# Meet the Vamps
Meet the Vamps är det brittiska poprockbandet The Vamps debutalbum. Albumet släpptes den 14 april 2014. 
År 2017 nådde albumet platinaskiva-notering.
På albumet fanns låtarna :
1. Wild Heart
2. Last Night
3. Somebody to You
4. Can We Dance
5. Girls on TV
6. Risk It All
7. Oh Cecilia (Breaking My Heart)
8. Another World
9. Move My Way
10. Shout About It
11. High Hopes
12. She Was The One
13. Dangerous
14. Lovestruck
15. Smile
16. On The Floor (endast Deluxe Edition)
17. Golden (endast Deluxe Edition)
18. Fall (endast Deluxe Edition)